# Кандидијаза
Кандидијаза је врста инфекције коју узрокују гљивице из рода Candida, најчешће врста Candida albicans. Ова микрогљива се уобичајено налази на кожи, у цревном и гениталном тракту, устима и грлу. До инфекције, тј. прекомерног размножавања и ширења гљивице долази када је из одређених разлога поремећена равнотежа између гљивице и бактеријске флоре која регулише њено размножавање. Тада долази до развоја инфекције, која може да захвати кожу, нокте, усну шупљину и полне органе. Ова болест погађа чак 75% жена, а у 10% случајева представља трајни проблем.

## Етиологија
Најчешћи разлози настанка кандидијазе су: прекомерна употреба антибиотика широког спектра, употреба контрацептивних таблета, прекомерна хигијена полних органа употребом алкалних сапуна (који уништавају нормалну флору слузокоже), трудноћа, менструација, неадекватан веш, неадекватни хигијенски улошци, нерегулисана шећерна болест итд. Лоша регулација шећерне болести смањује отпорност организма на инфекције, јер крв и телесне течности имају више глукозе што их чини добром подлогом за развој микроорганизама.

## Клиничка слика
Најчешћи облици овог обољења су вулвовагинална, орална и кожна кандидијаза.
Код жена се јавља пецкање и свраб полног органа и појачан секрет беле боје. Слузокожа је запаљена, црвена, отечена, са беличастим колонијама гљивице. Ове промене могу да буду и без наслага, са обилном беличастом секрецијом у вагини и јаким сврабом. Симптоми су поготово изражени након полног односа јер трење додатно појачава осећај пецкања и свраба. 
Код мушкараца се углавном не јављају симптоми (асимптоматски носиоци). Могу се евентуално јавити беле наслаге на глансу пениса и препуцијуму и секрет из мокраћне цеви. 
Код оралне инфекције јавља се упала и беличасте наслаге на слузници усне шупљине, упала језика који је напет и црвен, и стварање красти.
Кандидијаза коже захвата обично просторе између прстију шаке, најчешће између трећег и четвртог прста. Јавља се у виду јасно ограниченог црвенила, беличастих наслага, влажења и свраба. Болест се често види код домаћица, посластичара и људи који често раде са рукама у води. Кандидијаза коже јавља се често и код гојазних особа на прегибним површинама или испод дојки код жена.

## Дијагноза
Дијагноза овог гљивичног обољења се поставља микроскопским прегледом размаза материјала узетог са захваћеног подручја. Понекад лекар и самим прегледом, по карактеристичном изгледу, може закључити да се ради о инфекцији кандидом.

## Лечење
С обзиром да антибиотици подстичу раст гљивица они се не користе, већ се прибегава антимикотичкој терапији. Код жена се примењује у облику вагиналета и мелема које се примењују споља, а код мушкараца у облику крема. Терапија се може спроводити и таблетама (такође антимикотицима) и обично симптоми након терапије брзо нестају. Осим тога, 6-8 недеља се примењује посебан дијететски режим исхране, који подразумева смањен унос угљених хидрата и алкохола (поготово у првим данима дијете).